# كأس العراق 1994–95
فاز بهذه النسخة من بطولة لكأس العراق نادي الزوراء بعد فوزه في المباراة النهائية على نادي الجيش بنتيجة (3-0).
وبذا يفوز الزوراء بالبطولة للمرة الثالثة على التوالي.